# Abdij Saint-Corneille

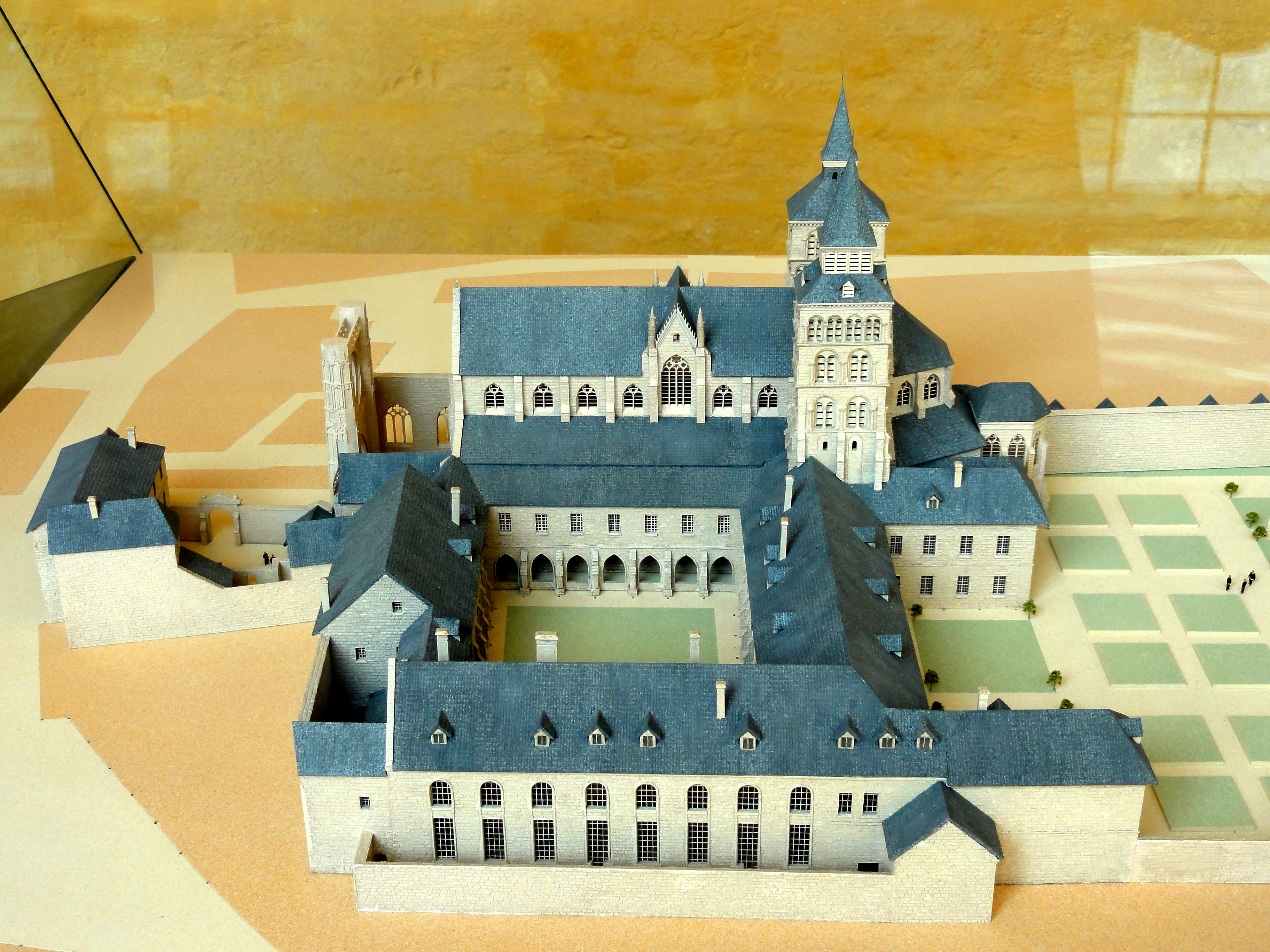
Maquette van de Abdij Saint-Corneille

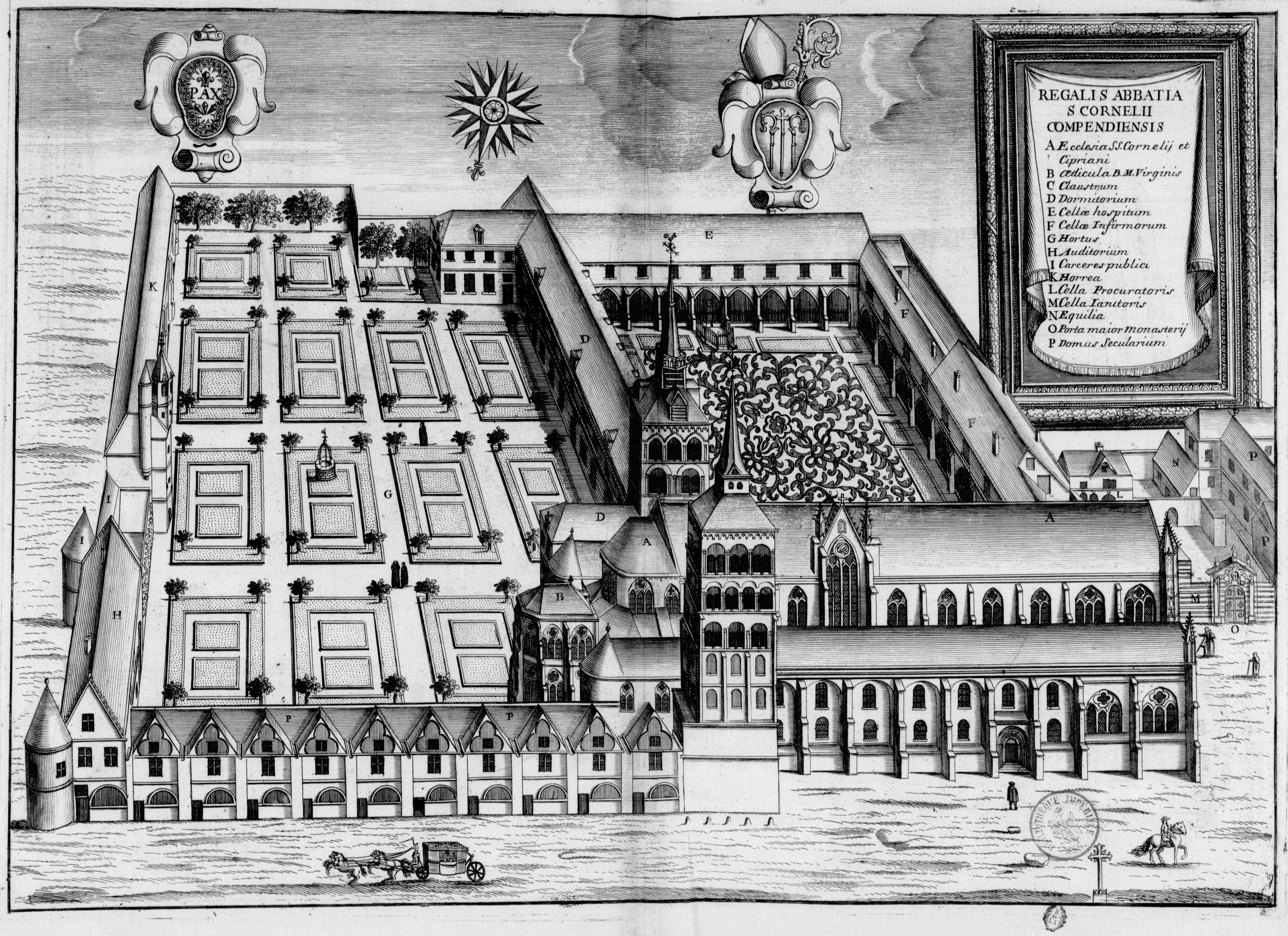
De abdij in de 17e eeuw (Monasticon Gallicanum)

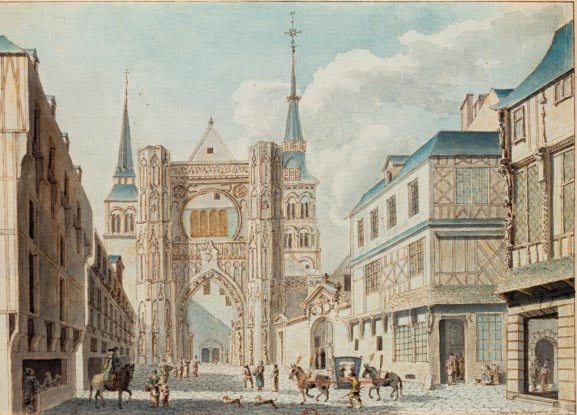
Gevel van de abdijkerk in de 18e eeuw

De Abdij Saint-Corneille was een benedictijner abdij gelegen in Compiègne, 80 kilometer ten noordoosten van Parijs. De abdij bestond van de 9e eeuw tot de Franse Revolutie en was het oudste en meest prestigieuze klooster van de stad.

## Geschiedenis
De abdij werd gesticht in 876 door Karel de Kale, die de plaats Carlopolis noemde en vandaaruit zijn rijk bestuurde. Het jaar daarop werd de Onze-Lieve-Vrouweabdij van Carlopolis gewijd door paus Johannes VIII onder de naam SS. Cornelius et Cyprianus Compendiens, ook wel Compendiense Monasterium. In de abdij huisden kanunniken. Architectonisch was de kapel van de abdij gemodelleerd naar de paltskapel van Aken. De kapel werd in de volgende jaren tot tweemaal in brand gestoken tijdens aanvallen van Vikingen. Ze werd gerestaureerd door Karel de Eenvoudige in 917 en ernaast kwam een basiliek met de relieken van de heiligen Cornelius en Cyprianus.
Het was een ontmoetingsplaats van vele concilies en verschillende karolingische en uit de dynastie van de Robertijnen afkomstige koningen, zoals Lodewijk de Stamelaar, Odo I van Frankrijk, Lodewijk V van Frankrijk en Hugo II van Frankrijk werden binnen de muren gekroond of begraven. In 987 werd in deze abdij Hugo Capet tot eerste koning van Frankrijk verkozen; nadien taande de invloed van de abdij.
Aan het einde van de 11e eeuw won de abdij weer aan belang. De heilige lijkwade die door Karel de Kale aan de abdij was geschonken trok veel bedevaarders aan. De kapel van Karel de Kale verdween en abdijkerk/basiliek werd drastisch herbouwd. In 1150 werd de Regula Benedicti ingevoerd op aansturen van de abt van Saint-Denis en van koning Lodewijk VI.
De bisschoppen van Soisons lieten regelmatig hun macht over de abdij gelden en haar rijkdom verminderde nog verder door het systeem van het in commendam. Toch werd de abdijkerk in de volgende eeuwen regelmatig verbouwd. De mauristen namen de abdij over in 1626. Vanaf 1656 hing ze af van de Abdij van Val-de-Grâce en had ze geen eigen abt meer. De mauristen brachten geestelijke vernieuwing en drukten hun stempel op de abdijkerk door verbouwingen in classicistische stijl. In 1772 stond de abdij in voor het organiseren van een college in Compiègne.
De Franse Revolutie maakte een einde aan de bijna duizendjarige geschiedenis. In 1793 werd de abdij geschonden, geplunderd en verkocht. De kerk deed dienst als salpeterfabriek en als voorraadschuur voor het leger. Tussen 1806 en 1824 werd de abdij grotendeels afgebroken voor de aanleg van de rue Saint-Corneille. De laatste overblijfselen van de abdij gingen in 1940 verloren bij een bombardement door de Duitse luchtmacht.

## Gebouwen
De abdijkerk was 12e-eeuws maar had grondige transformaties ondergaan, met name in de 14e eeuw. De kerk had een lang schip met tien traveeën. Naast het chevet waren twee torens gebouwd van elk vijf verdiepingen. De kerk had geen transept. In de 16e eeuw kreeg de kerk een nieuwe gevel en in de 18e eeuw kwamen er classicistische toevoegingen.
Van de kerk zijn de basis van de zuidelijke toren en een deel van de noordelijke muur bewaard en geïncorporeerd in andere gebouwen. Het klooster uit de 14e eeuw bleef wel voor een groot stuk bewaard en werd zorgvuldig gerestaureerd. Het maakt onderdeel uit van de bibliotheek.
De resterende gebouwen werden in 1964 beschermd als historisch monument.

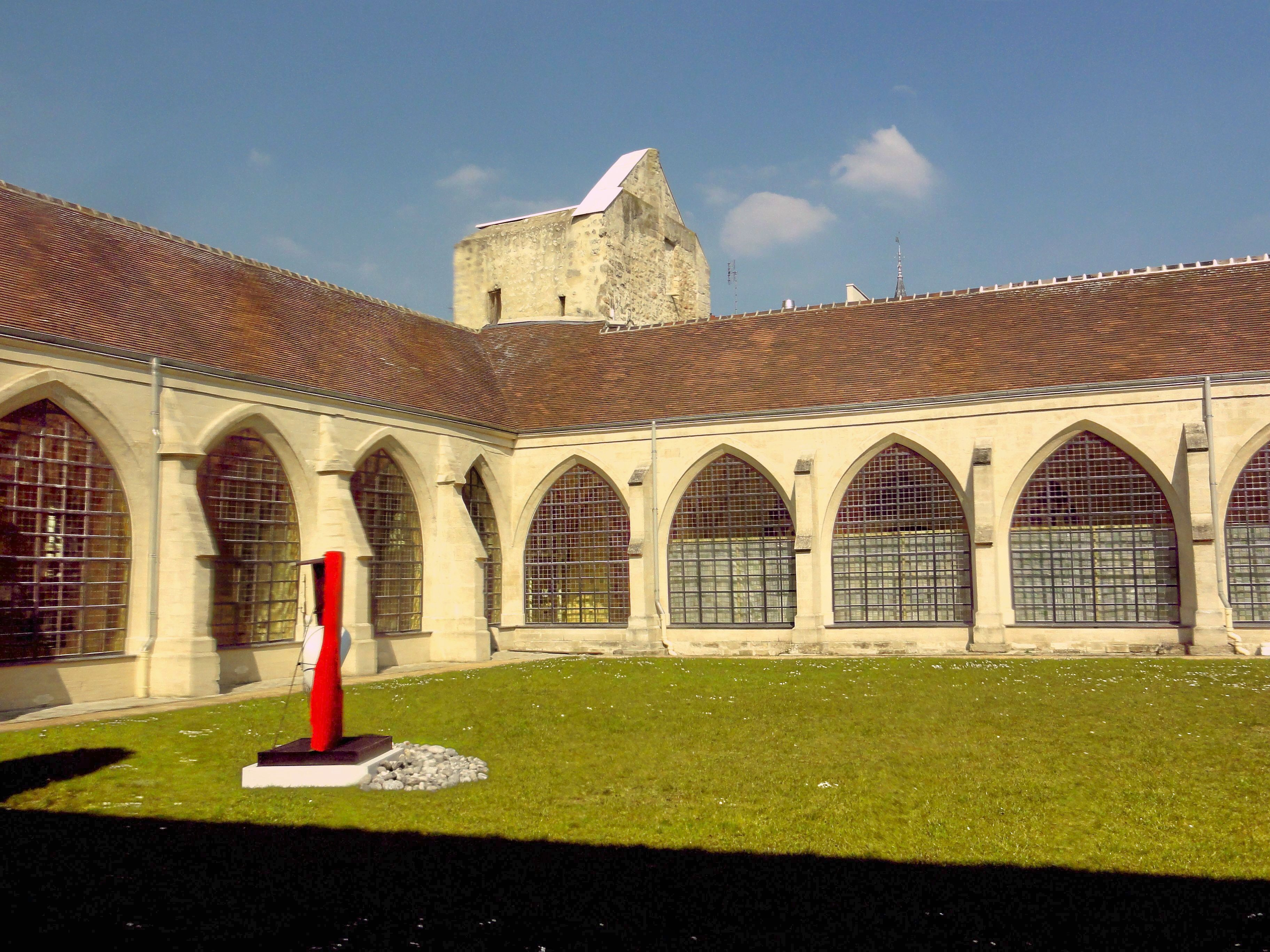
Kloostertuin
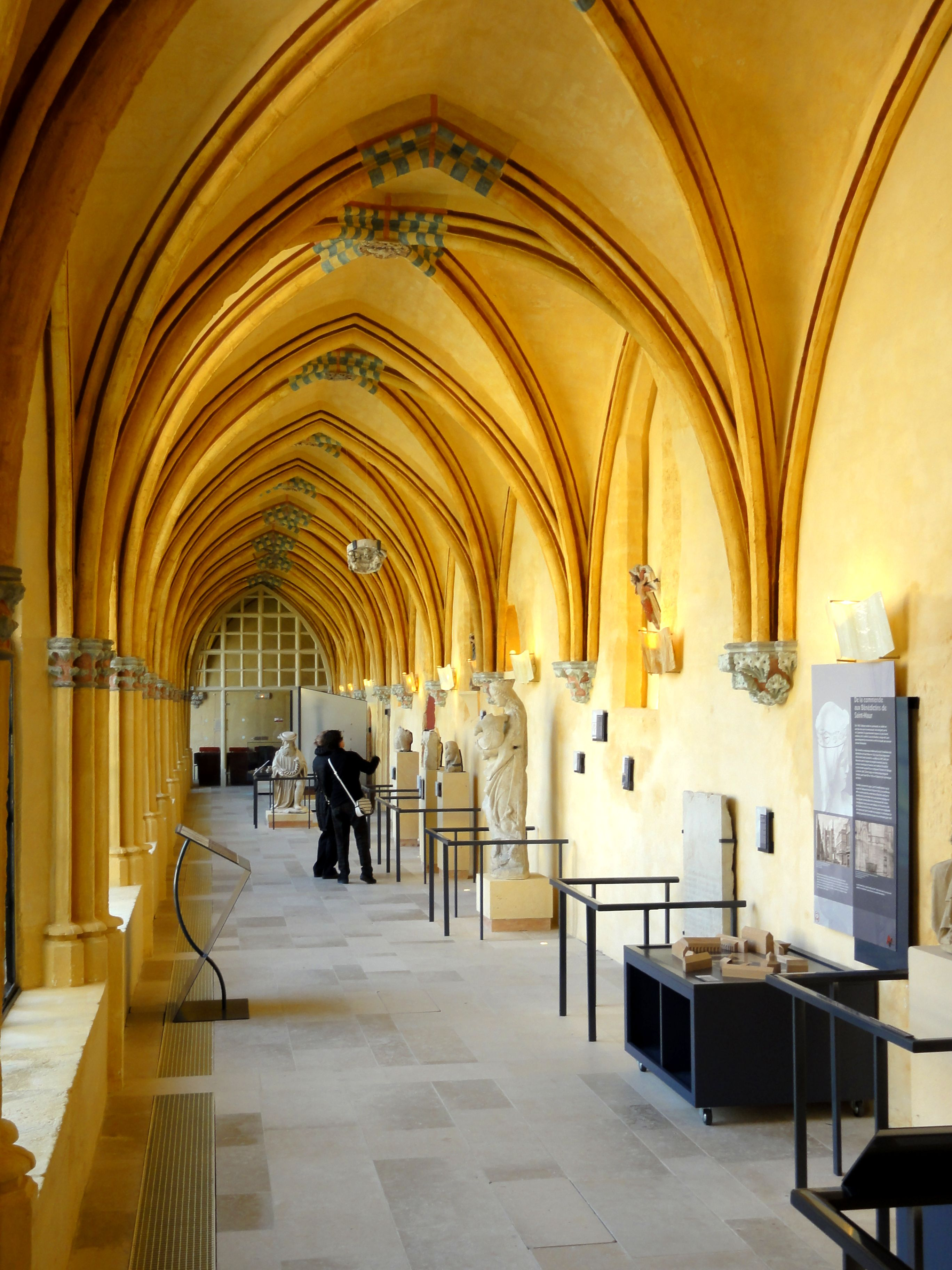
Westelijke galerij van het klooster
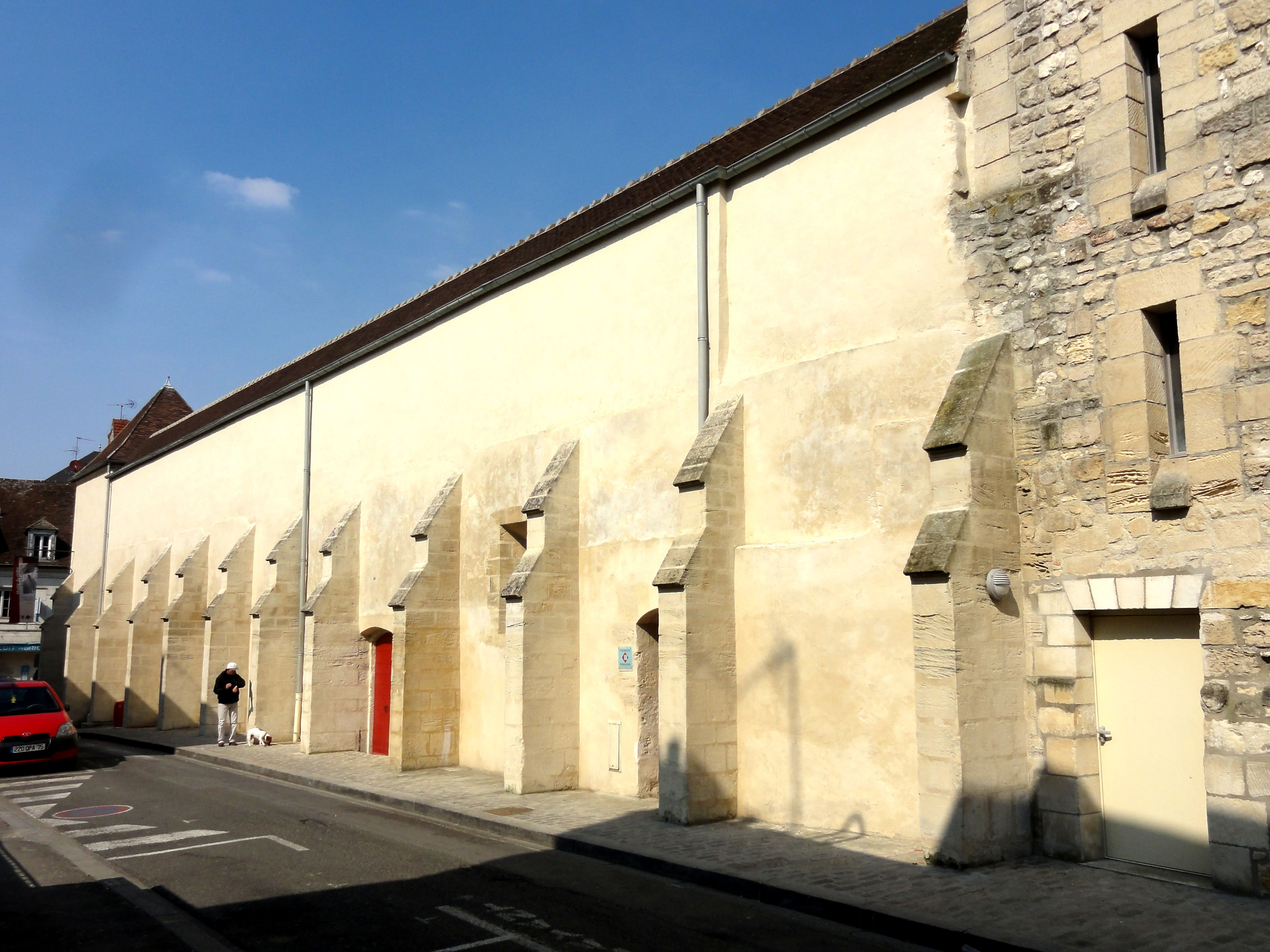
Gevel in de rue Charles-le-Chauve
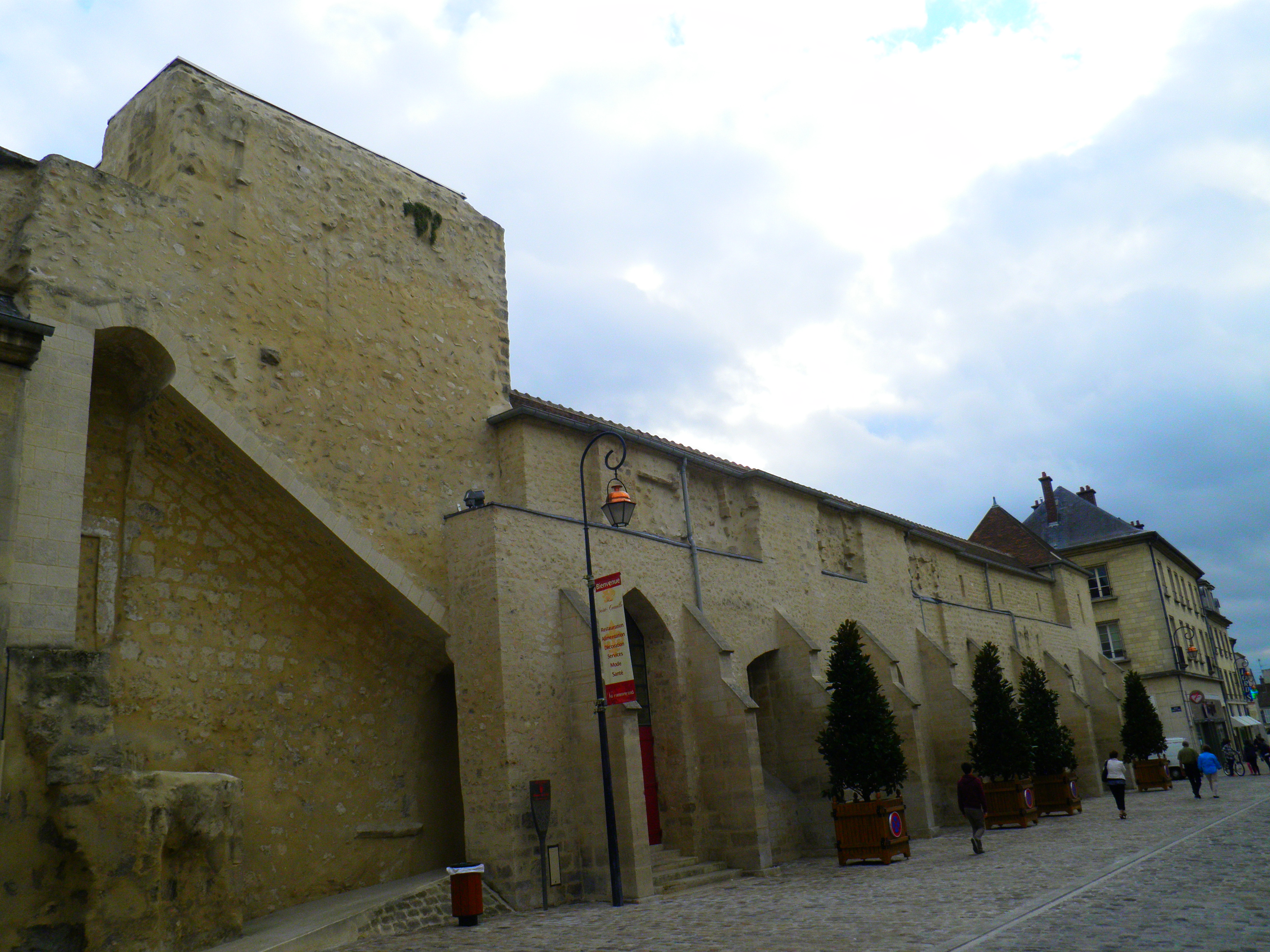
Resten in de rue Saint-Corneille
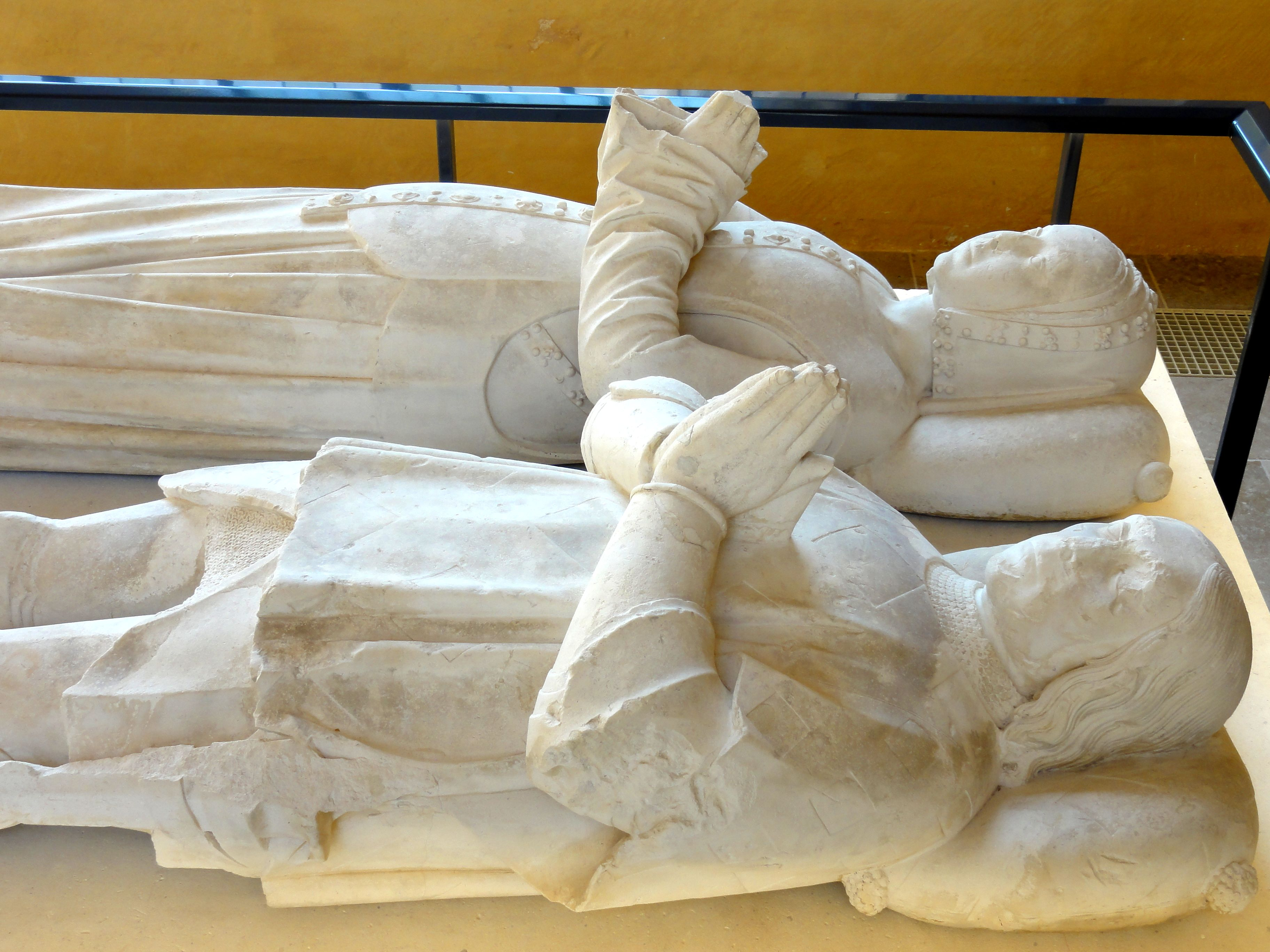
16e-eeuwse gisanten uit de voormalige abdijkerk
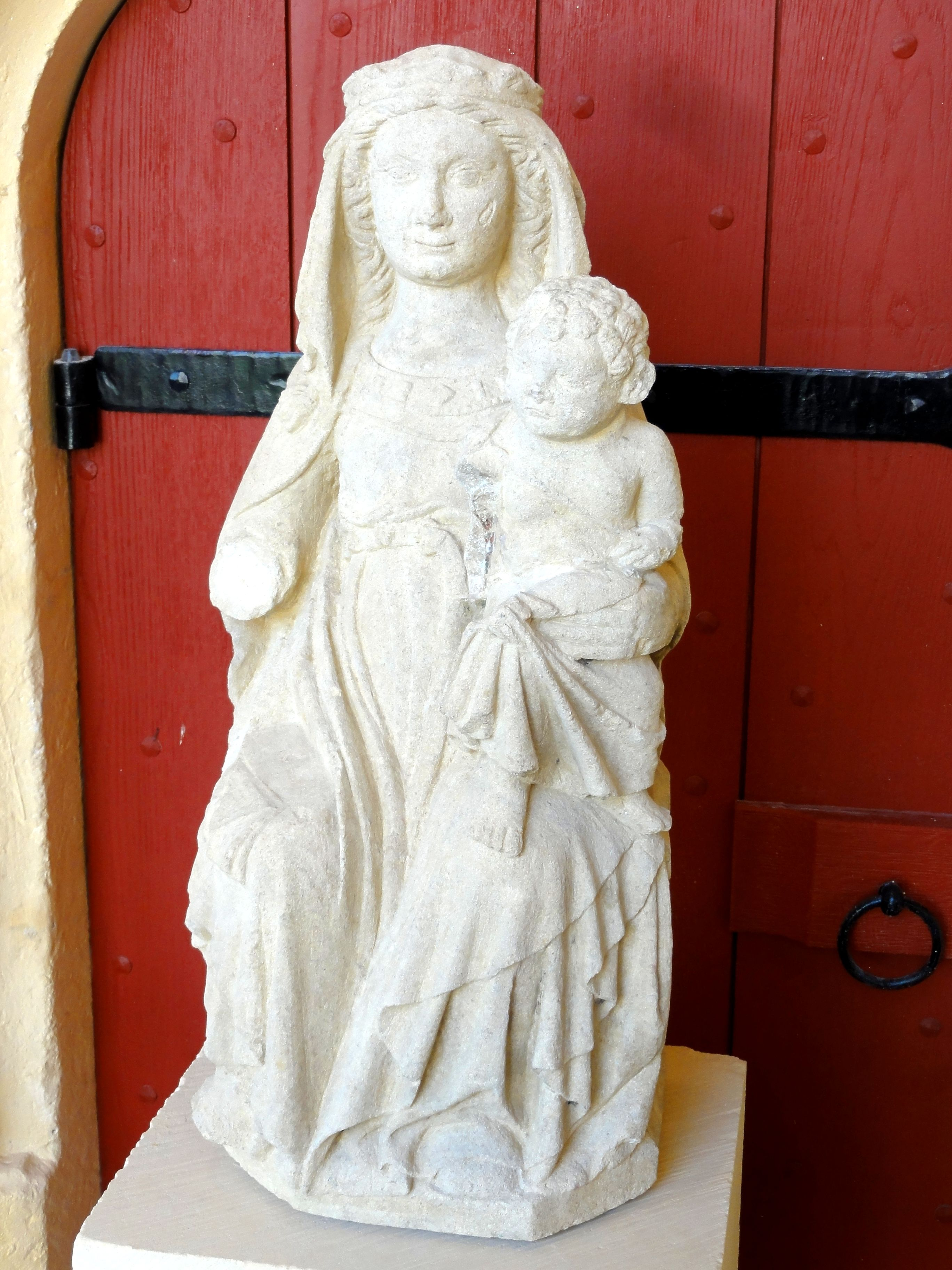
Heilige Maagd met Kind uit de 14e eeuw